# 대한민국 제15대 대통령 선거
대한민국의 15대 대통령 선거는 대한민국의 제15대 대통령을 선출하기 위한 선거이다. 1997년 12월 18일 목요일에 실시되었으며 새정치국민회의 소속의 김대중 후보가 당선되었다.

## 후보

### 신한국당
ㅎ신한국당은 1997년 7월 21일 전당대회를 개최하고 국무총리,감사원장 출신 이회창을 대통령 후보로 선출하였다.

### 새정치국민회의
새정치국민회의는 1997년 5월 19일 전당대회를 개최하고 김대중 당 총재, 국회의원 
을 대통령 후보로 선출하였다.

### 국민신당
국민신당은 1997년 11월 4일 창당대회를 개최하고 경기지사 출신 이인제를 대통령 후보로 선출하였다.

### 자유민주연합
자유민주연합은 1997년 6월 24일 전당대회를 개최하고 김종필을 대통령 후보로 선출하였다.

### 민주당
민주당은 1997년 9월 11일 임시 전당대회를 개최하고 조순을 대통령 후보로 추대하였다.

### 군소 후보

#### 건설국민승리21
국민승리21은 1997년 10월 26일 결성대회를 개최하고 권영길을 대통령 후보로 추대하였다.

#### 통일한국당
1992년 대선 창당된 진리평화당은 1993년 신민주당으로, 1995년에는 통일한국당(약칭 한국당)으로 당명을 개정하였다. 한국당은 1997년 10월 10일 전당대회를 개최하고 한얼교의 창시자이자 한얼 사상의 창시자인 신정일 당 총재를 대통령 후보로 추대하였다. 이후 한국당은 "21세기 통일한국의 통일대통령"이라는 슬로건을 내걸고 지지를 호소하였다.

#### 바른정치연합
바른정치련은 1997년 10월 14일 창당대회를 개최하고 한사랑선교회 담임목사인 김한식 당 대표를 대통령 후보로 선출하였다.

#### 공화당
공화당은 1997년 8월 29일 창당대회를 개최하고 허경영 창당준비위원장을  후보로 선출하였다.

#### 민주국민연합
민주국민연합은 1997년 8월 18일 창당대회를 개최하고 이병호 변호사를 대통령 후보로 추대하였으나, 대선 참여 문제를 놓고 당내 갈등이 격화돼 결국 후보 등록이 무산되었다. 이후 이병호 후보는 지지자들을 이끌고 민주국민연합을 탈당하였으며, 12월 4일 국민신당에 입당하였다.

## 후보간 합종연횡
새정치국민회의의 대통령 후보 김대중과 자유민주연합의 대통령 후보 김종필은 1997년 11월 3일 대선 후보 단일화 합의문에 서명하고 김대중으로 대선 후보를 단일화한 뒤 김대중이 당선될 경우 공동 정부를 구성하기로 합의하였다.
신한국당의 대통령 후보 이회창과 민주당의 대통령 후보 조순은 1997년 11월 7일 양당을 통합하고 이회창으로 대선 후보를 단일화하고 조순이 당 총재가 되는 것으로 연대에 합의하였고, 1997년 11월 21일 통합 정당인 한나라당이 공식 출범하였다.

## 논란
선거전 내내 전두환·노태우 사면 공약 논란을 비롯해 이회창 후보의 두 아들의 병역 기피 의혹, 호화 빌라 논란, 며느리 원정 출산 의혹, 김대중 후보의 차명 비자금 의혹 및 6.25 당시 병역 문제 의혹 등 갖가지 의혹들이 제기되었다.

## 여론 조사
| 날짜      | 김대중 | 이회창 | 이인제 | 박찬종 | 조순 | 김종필 | 비고                                                                   |
| --------- | ------ | ------ | ------ | ------ | ---- | ------ | ---------------------------------------------------------------------- |
| 1월 3일   | 15.3   | 16.3   | 1.7    | 16.5   | 2.5  | 4.3    |                                                                        |
| 4월 7일   | 15.3   | 20.5   | 6.3    | 19.5   | 10.1 | 7      | 이회창 신한국당 대표 임명                                              |
| 6월 14일  | 25     | 17.8   | 15.8   | 20.2   |      | 5.7    | 이회창 대선자금 의혹, 국민회의 후보 선출                               |
| 7월 22일  | 26.6   | 40.4   |        |        |      | 7.1    | 자민련, 신한국당 후보 선출                                             |
| 8월 31일  | 25.2   | 23.2   | 31.7   |        | 16.5 | 7.9    | 이회창 후보 병역의혹                                                   |
| 9월 18일  | 29.7   | 22.6   | 24     |        | 13   | 3.8    | 민주당 후보 선출 이인제 신한국당 탈당                                  |
| 10월 27일 | 34.3   | 21.6   | 21.9   |        | 4.7  | 2.9    | 김대중 비자금의혹                                                      |
| 11월 10일 | 35.3   | 27     | 28.1   |        |      |        | 김대중-김종필 단일화로 DJP연합 탄생 이회창-조순 단일화로 한나라당 출범 |
| 11월 25일 | 32.1   | 31.5   | 19.9   |        |      |        |                                                                        |

1. ↑  大選(대선) 여론조사 주자별 선호도, 경향신문
2. ↑  李(이)대표 '대선자금 발목' 주춤, 경향신문.
3. ↑  李會昌(이회창) 40 - 金大中(김대중) 27 - 金鐘泌(김종필) 7, 동아일보.
4. ↑  李仁濟(이인제)지사 출마 땐 1위 DJ,趙淳(조순),李會昌(이회창),JP 順(순), 리서치앤리서치.
5. ↑  추석연휴 후보지지율 변화 '미미' 金大中(김대중, 29.7%) 李仁濟(이인제, 24.0%) 1,2位(위), 동아일보-한길리서치.
6. ↑  97대선 여론조사 이회창 지지율 급락, 한겨레.
7. ↑  97대선 여론조사 이회창(+조순) 큰폭 상승, 한겨레.
8. ↑  여론조사 '순위바꿈' 뚜렷, 한국일보-한국리서치.

## 선거 결과
후보자별 득표율
|  | 40.27% |

|  | 38.74% |

|  | 19.20% |

|  | 1.20% |

|  | 0.23% |

|  | 0.18% |

|  | 0.15% |

### 지역별 결과
|  | 44.87% |

|  | 40.89% |

|  | 12.77% |

|  | 1.12% |

|  | 0.15% |

|  | 0.09% |

|  | 0.08% |

|  | 53.33% |

|  | 29.78% |

|  | 15.28% |

|  | 1.22% |

|  | 0.16% |

|  | 0.10% |

|  | 0.10% |

|  | 72.65% |

|  | 13.06% |

|  | 12.53% |

|  | 1.22% |

|  | 0.30% |

|  | 0.12% |

|  | 0.09% |

|  | 38.51% |

|  | 36.40% |

|  | 23.03% |

|  | 1.57% |

|  | 0.18% |

|  | 0.14% |

|  | 0.14% |

|  | 97.28% |

|  | 1.71% |

|  | 0.66% |

|  | 0.19% |

|  | 0.08% |

|  | 0.03% |

|  | 0.01% |

|  | 45.02% |

|  | 29.17% |

|  | 24.07% |

|  | 1.23% |

|  | 0.19% |

|  | 0.15% |

|  | 0.13% |

|  | 51.35% |

|  | 26.69% |

|  | 15.41% |

|  | 6.13% |

|  | 0.18% |

|  | 0.11% |

|  | 0.08% |

|  | 39.28% |

|  | 35.54% |

|  | 23.62% |

|  | 1.04% |

|  | 0.17% |

|  | 0.16% |

|  | 0.15% |

|  | 43.19% |

|  | 30.94% |

|  | 23.76% |

|  | 0.99% |

|  | 0.50% |

|  | 0.38% |

|  | 0.22% |

|  | 37.43% |

|  | 30.79% |

|  | 29.40% |

|  | 1.29% |

|  | 0.42% |

|  | 0.35% |

|  | 0.29% |

|  | 48.25% |

|  | 26.14% |

|  | 23.51% |

|  | 0.95% |

|  | 0.41% |

|  | 0.41% |

|  | 0.30% |

|  | 92.28% |

|  | 4.54% |

|  | 2.14% |

|  | 0.42% |

|  | 0.35% |

|  | 0.16% |

|  | 0.08% |

|  | 94.61% |

|  | 3.19% |

|  | 1.40% |

|  | 0.36% |

|  | 0.17% |

|  | 0.16% |

|  | 0.07% |

|  | 61.92% |

|  | 21.76% |

|  | 13.66% |

|  | 1.45% |

|  | 0.76% |

|  | 0.27% |

|  | 0.16% |

|  | 55.14% |

|  | 31.30% |

|  | 11.04% |

|  | 1.68% |

|  | 0.48% |

|  | 0.19% |

|  | 0.13% |

|  | 40.57% |

|  | 36.59% |

|  | 20.47% |

|  | 1.40% |

|  | 0.45% |

|  | 0.29% |

|  | 0.20% |

## 같이 보기
- 삼성 X파일 사건